# Robert Gant

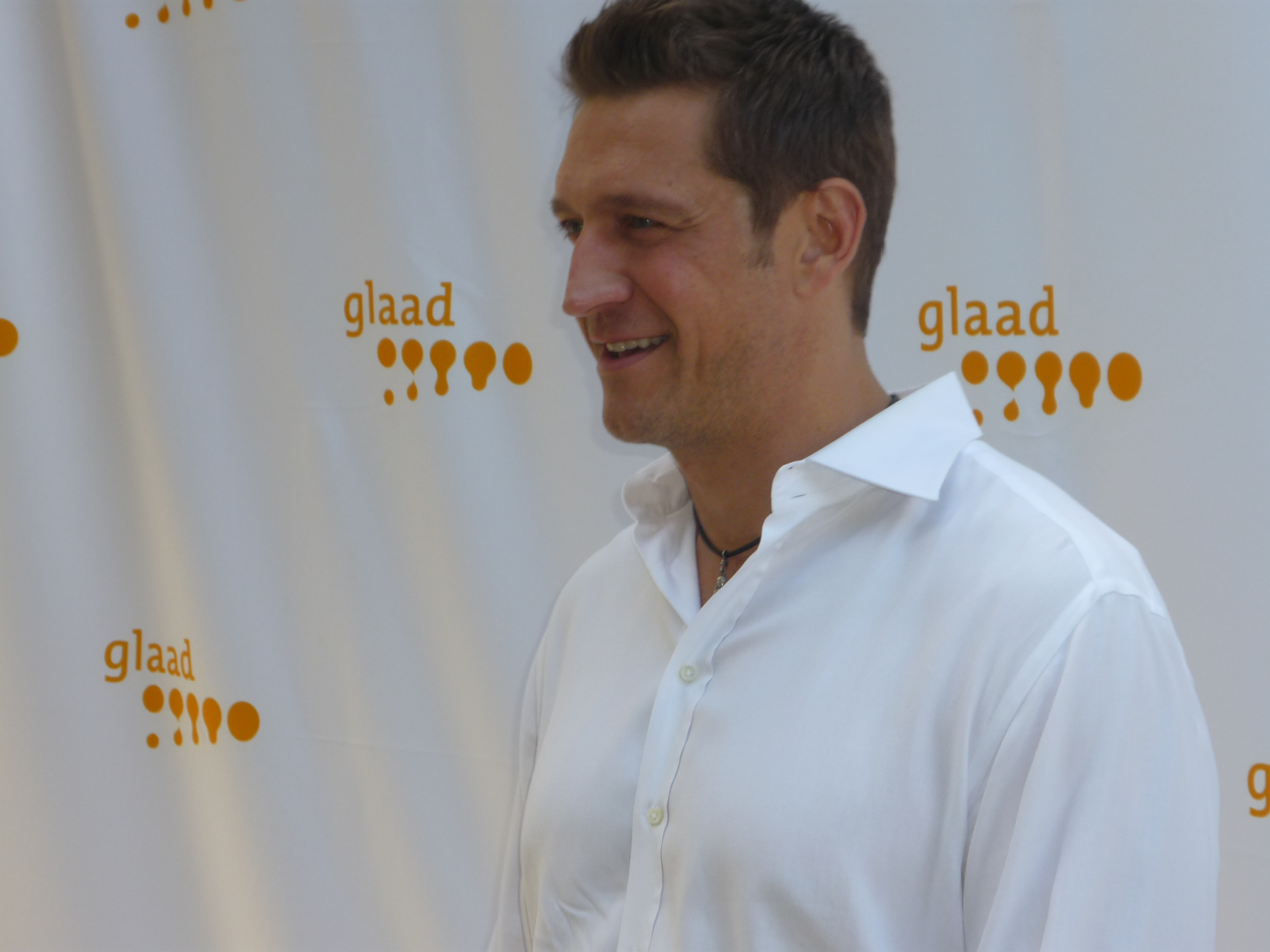
Robert Gant beim GLAAD Sommerevent 2009

Robert Gant (* 13. Juli 1968 in Tampa, Florida; eigentlich Robert Gonzales) ist ein US-amerikanischer Schauspieler. In den Credits manchmal auch als  Robert J. Gant aufgeführt.

## Karriere
Robert Gant begann als Schauspieler in Werbesendungen und trat im Alter von zehn Jahren der Screen Actors Guild in seinem Heimatstaat Florida bei. Er erreichte den Bachelor an der University of Pennsylvania und studierte Jura an der Georgetown University. Während seines Studiums spielte er in zahlreichen Theatervorstellungen mit. Durch seinen Beruf als Anwalt kam er nach Los Angeles, wo er einen Job bei der Anwaltskanzlei Clifford Chance annahm; der Sitz der Kanzlei in Los Angeles wurde kurz danach geschlossen. Gant entschied sich daraufhin für die Schauspielerei.
2001 hatte Gant seine bekannteste Fernsehrolle als Ben Bruckner in der Serie Queer as Folk. Davor trat er in The WBs und Caroline in the City auf. Er hatte Gastauftritte in Fernsehserien wie Friends, Veronica, Becker, Melrose Place, Ellen, und Providence. Er wirkte in Filmen wie The Contract, Fits and Starts  und Marie and Bruce mit. Im Juni 2004 drehte Gant zusammen mit der Schauspielerin Cady Huffman den Kurzfilm Billys Dad ist ein Nougatstecher.
Der offen schwule Gant gründete mit Chad Allen und Christopher Racster die Film- und Fernsehfirma Mythgarden. Die Firma produzierte Projekte homosexuell-fokussierten Inhalts, und sie entwickeln einige andere Filme und Fernsehshows.

## Auszeichnungen
2003 erhielt Robert Gant den Civil Rights Award in der New York City Hall.  Weitere Empfänger waren Sharon Gless und Gale Harold, ebenfalls aus Queer as Folk, zusammen mit Chicago Direktor Rob Marshall, Shirley MacLaine und Steven Daldry. 2004 wurde Gant zusammen mit anderen Schauspielern der Queer as Folk Besetzung mit dem National Stonewall Democrats geehrt, für die Produktion und die Präsentation von positiven und liebenden homosexuellen Familien in verschiedenen Variationen. Im Mai desselben Jahres (2003) ehrte die The National Gay and Lesbian Task Force Robert Gant mit den jährlich vergebenen NGLTF Leadership Awards in Washington, D.C.
2006 zeichnete die Human Rights Campaign Robert Gant mit dem National Equality Award an der 11th Annual Nashville Rights Campaign Equality Dinner aus.

## Filmografie (Auswahl)
Filme
- 1994: Bittersüße Vergeltung (Bitter Vengeance, Fernsehfilm)
- 1996: Jane Street
- 1999: Tötet Mrs. Tingle! (Teaching Mrs. Tingle)
- 2002: The Contract
- 2004: Marie and Bruce
- 2007: Save Me
- 2007: Live!
- 2008: Kiss Me Deadly (Fernsehfilm)
- 2011: My Life As an Experiment (Fernsehfilm)
- 2012: Der junge James Dean: Joshua Tree, 1951

Fernsehserien
- 1994: Ellen (Folge 2x01)
- 1994: Willkommen im Leben (My So-Called Life, Folge 1x13)
- 1994, 1996: Melrose Place (Folgen 3x13, 5x03)
- 1995: Eine starke Familie (Step by Step, Folge 5x02)
- 1997: Friends (Folge 3x23)
- 1997–1998: Caroline in the City (9 Folgen)
- 1997: Palm Beach-Duo (Silk Stalkings, Folge 7x07)
- 1999: Becker (Folge 2x03)
- 2000: Veronica (Folge 3x18)
- 2000–2001: Popular (11 Folgen)
- 2002: Providence (Folge 5x02)
- 2002–2005: Queer as Folk (55 Folgen)
- 2002: V.I.P. – Die Bodyguards (V.I.P., Folge 4x13)
- 2005: The Closer (Folge 1x08)
- 2007: CSI: Vegas (CSI: Crime Scene Investigation, Folge 7x18)
- 2008: Nip/Tuck – Schönheit hat ihren Preis (Nip/Tuck, Folge 5x10)
- 2009: CSI: NY (Fernsehserie, Folge 5x17)
- 2009: Rick & Steve: The Happiest Gay Couple in All the World (Folge 2x07, Synchronrolle)
- 2009: Castle (Folge 2x01)
- 2009: CSI: Miami (Folge 8x02)
- 2010: Bones – Die Knochenjägerin (Bones, Folge 5x13)
- 2010: Hot in Cleveland (Folge 1x03)
- 2010: 90210 (Folge 3x05)
- 2011: Mike & Molly (Folge 1x16)
- 2011: Happily Divorced (Folge 1x08)
- 2011: The Secret Life of the American Teenager (Folge 4x10)
- 2012: Shameless (Folge 2x05)
- 2013: Anger Management (Folge 2x26)
- 2013: Navy CIS (NCIS, Folge 10x16)
- 2013–2015: Schatten der Leidenschaft (The Young and the Restless, Soap, 13 Folgen)
- 2013: Baby Daddy (Folge 2x12)
- 2014: The Tomorrow People (Folgen 1x10, 1x12)
- 2014: Hit the Floor (Folge 2x04)
- 2015: Criminal Minds (Folge 10x16)
- 2015–2016: Supergirl (4 Folgen)
- 2017: Hawaii Five-0 (Folge 7x20)
- 2017–2018: Tote Mädchen lügen nicht (13 Reasons Why, 5 Folgen)
- 2019–2021: Good Trouble (3 Folgen)
- 2021: Navy CIS: L.A. (NCIS: Los Angeles, 1 Folge)